# Eschweilera
Genre
Eschweilera (les Eschweileries) est un genre de plantes à fleurs de la famille des Lecythidaceae. Ce sont des arbres originaires des forêts tropicales humides d'Amérique du Sud et du sud du Mexique. 
Très proches des Lecythis, ces arbres donnent un bois particulièrement résistant et localement appelé mahot ou maho, en Guyane française, ou encore manbarklak, comme au Venezuela et au Suriname, noms qui désignent globalement le bois de divers autres arbres tropicaux de qualité comparable.

## Répartition
Ce sont des arbres tropicaux d'Amérique, originaires des pays suivants : Bolivie, Brésil, Colombie, Costa Rica, Équateur,Guyana, Guyane, Honduras, Mexique, Nicaragua, Panama, Pérou, Suriname, Trinité-et-Tobago et Venezuela.

## Liste d'espèces
Selon World Checklist of Selected Plant Families (WCSP) (23 janvier 2021) :

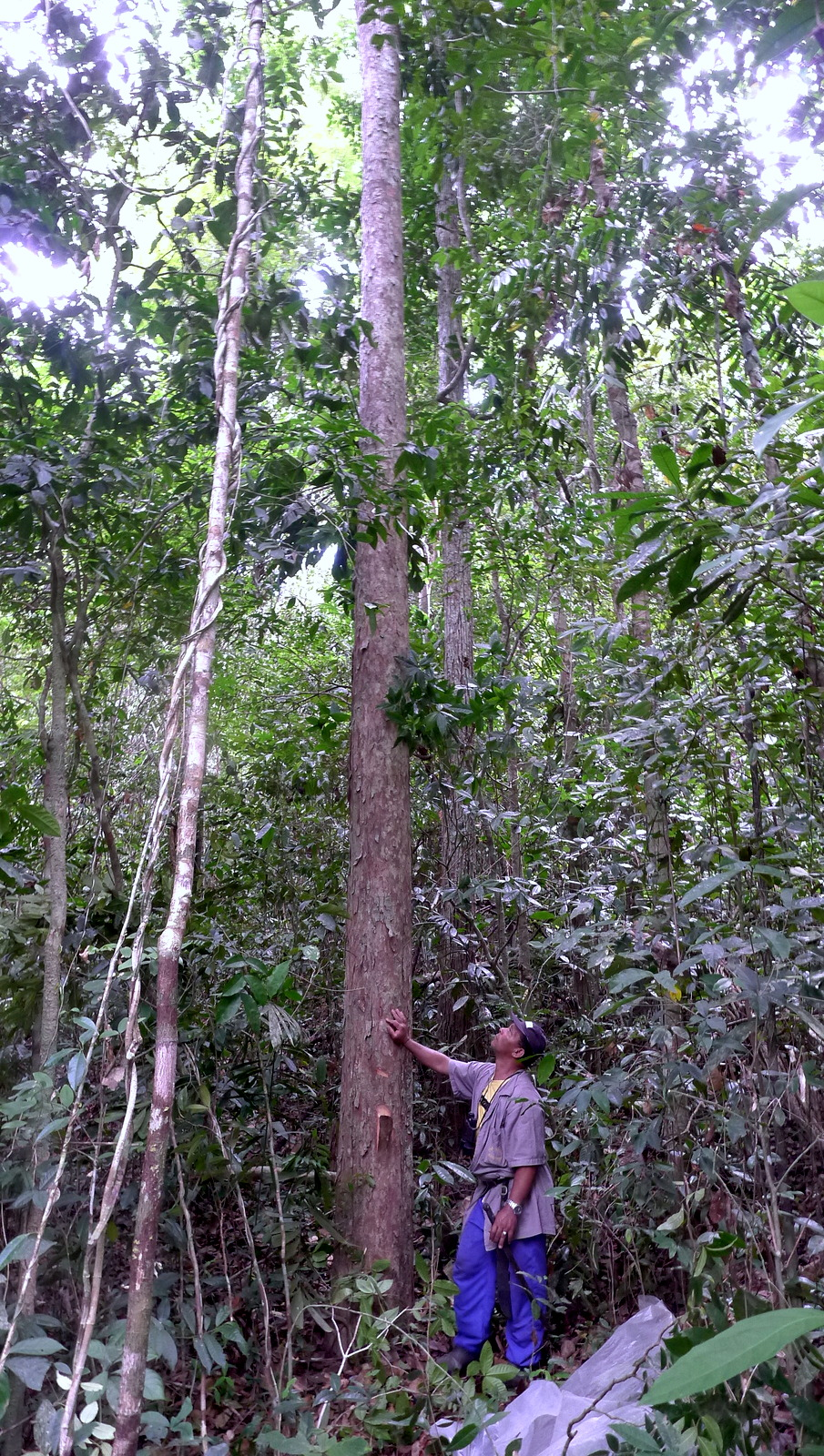
Eschweilera alvimii

- Eschweilera aguilarii S.A.Mori (2007)
- Eschweilera alata A.C.Sm. (1939)
- Eschweilera albiflora (DC.) Miers (1874)
- Eschweilera alvimii S.A.Mori (1981)
- Eschweilera amazonica R.Knuth (1939)
- Eschweilera amazoniciformis S.A.Mori (1990)
- Eschweilera amplexifolia S.A.Mori (1990)
- Eschweilera andina (Rusby) J.F.Macbr., Publ. Field Columb. Mus. (1941)
- Eschweilera antioquensis Dugand & H.Daniel (1938)
- Eschweilera apiculata (Miers) A.C.Sm. (1935)
- Eschweilera atropetiolata S.A.Mori (1990)
- Eschweilera awaensis S.A.Mori & Cornejo (2011)
- Eschweilera baguensis S.A.Mori (1990)
- Eschweilera beebei Pittier ex S.A.Mori (1990)
- Eschweilera biflava S.A.Mori (2007)
- Eschweilera bogotensis R.Knuth (1935)
- Eschweilera boltenii S.A.Mori (1990)
- Eschweilera bracteosa (Poepp. ex O.Berg) Miers (1874)
- Eschweilera cabrerana Philipson (1956)
- Eschweilera calyculata Pittier (1908)
- Eschweilera carinata S.A.Mori (1990)
- Eschweilera caudiculata R.Knuth (1939)
- Eschweilera chartaceifolia S.A.Mori (1990)
- Eschweilera collina Eyma (1932)
- Eschweilera collinsii Pittier (1908)
- Eschweilera complanata S.A.Mori (1995)
- Eschweilera compressa (Vell.) Miers (1874)
- Eschweilera congestiflora (Benoist) Eyma (1932)
- Eschweilera coriacea (DC.) S.A.Mori (1990)
- Eschweilera correae J.E.Bat. & S.A.Mori (2017)
- Eschweilera costaricensis S.A.Mori (1987)
- Eschweilera cyathiformis S.A.Mori (1989)
- Eschweilera decolorans Sandwith (1932)
- Eschweilera donosoensis J.E.Bat. & S.A.Mori (2017)
- Eschweilera eperuetorum Sandwith (1955)
- Eschweilera fanshawei Sandwith (1955)
- Eschweilera gigantea (R.Knuth) J.F.Macbr. (1940)
- Eschweilera grandiflora (Aubl.) Sandwith (1955)
- Eschweilera harmonii S.A.Mori (2007)
- Eschweilera hondurensis Standl., Publ. Field Columb. Mus. (1940)
- Eschweilera integricalyx S.A.Mori (1990)
- Eschweilera integrifolia (Ruiz & Pav. ex Miers) R.Knuth (1939)
- Eschweilera itayensis R.Knuth (1939)
- Eschweilera jacquelyniae S.A.Mori (1990)
- Eschweilera jefensis J.E.Bat. & S.A.Mori (2017)
- Eschweilera juruensis R.Knuth (1939)
- Eschweilera klugii R.Knuth (1939)
- Eschweilera laevicarpa S.A.Mori (1987)
- Eschweilera longipedicellata S.A.Mori (1990)
- Eschweilera macrocarpa Pittier (1937)
- Eschweilera mattos-silvae S.A.Mori (1995)
- Eschweilera mexicana T.Wendt, S.A.Mori & Prance (1985)
- Eschweilera micrantha (O.Berg) Miers (1874)
- Eschweilera microcalyx S.A.Mori (1990)
- Eschweilera nana (O.Berg) Miers (1874)
- Eschweilera neblinensis S.A.Mori (1990)
- Eschweilera neei S.A.Mori (1990)
- Eschweilera obversa (O.Berg) Miers (1874)
- Eschweilera ovalifolia (DC.) Nied. (1892)
- Eschweilera ovata (Cambess.) Mart. ex Miers (1874)
- Eschweilera pachyderma Cuatrec., Fieldiana (1951)
- Eschweilera panamensis Pittier (1927)
- Eschweilera paniculata (O.Berg) Miers (1874)
- Eschweilera parviflora (Aubl.) Miers (1874)
- Eschweilera parvifolia Mart. ex DC. (1828)
- Eschweilera pedicellata (Rich.) S.A.Mori (1987)
- Eschweilera perumbonata Pittier (1938)
- Eschweilera piresii S.A.Mori (1990)
- Eschweilera potaroensis Sandwith (1955)
- Eschweilera praealta (Sprague) Sandwith (1955)
- Eschweilera pseudodecolorans S.A.Mori (1992)
- Eschweilera punctata S.A.Mori (1990)
- Eschweilera rabeliana S.A.Mori (1989)
- Eschweilera rankiniae S.A.Mori (1995)
- Eschweilera reversa Pittier (1927)
- Eschweilera revoluta S.A.Mori (1990)
- Eschweilera rhododendrifolia (R.Knuth) A.C.Sm. (1939)
- Eschweilera rimbachii Standl. (1935)
- Eschweilera rionegrense S.A.Mori (1990)
- Eschweilera rodriguesiana S.A.Mori (1990)
- Eschweilera roraimensis S.A.Mori (1990)
- Eschweilera roseocalyx J.E.Bat., S.A.Mori & J.S.Harrison (2017)
- Eschweilera rotundicarpa J.E.Bat. & S.A.Mori (2017)
- Eschweilera rufifolia S.A.Mori (1990)
- Eschweilera sagotiana Miers (1874)
- Eschweilera sclerophylla Cuatrec., Fieldiana (1951)
- Eschweilera sessilis A.C.Sm. (1933)
- Eschweilera simiorum (Benoist) Eyma (1932)
- Eschweilera sphaerocarpa M.Ribeiro & S.A.Mori (2015)
- Eschweilera squamata S.A.Mori (1987)
- Eschweilera subcordata S.A.Mori (1990)
- Eschweilera subglandulosa (Steud. ex O.Berg) Miers (1874)
- Eschweilera tenax (Moritz ex O.Berg) Miers (1874)
- Eschweilera tenuifolia (O.Berg) Miers (1874)
- Eschweilera tessmannii R.Knuth (1939)
- Eschweilera tetrapetala S.A.Mori (1981)
- Eschweilera truncata A.C.Sm. (1933)
- Eschweilera venezuelica S.A.Mori (1990)
- Eschweilera wachenheimii (Benoist) Sandwith (1932)

## Noms vernaculaires
- Eschweilerie ailée - Eschweilera alata[4]
- Eschweilerie à fleurs blanches - Eschweilera albiflora[4]
- Eschweilerie de Alvim - Eschweilera alvimii[4]
- Eschweilerie d'Amazonie - Eschweilera amazonica[4]
- Eschweilerie de Manaus - Eschweilera amazoniciformis[4]
- Eschweilerie amplexifoliée - Eschweilera amplexifolia[4]
- Eschweilerie des Andes - Eschweilera andina[4]
- Eschweilerie d'Antioquia - Eschweilera antioquensis[4]
- Eschweilerie apiculée - Eschweilera apiculata[4]
- Eschweilerie à pétioles foncés - Eschweilera atropetiolata[4]
- Eschweilerie de Bagua - Eschweilera baguensis[4]
- Eschweilerie de Beeby - Eschweilera beebei[4]
- Eschweilerie de Bogotá - Eschweilera bogotensis[4]
- etc.

En Guyane, c'est sous le nom de mahot, noir, jaune, blanc, rouge ou gris que l'on désigne communément les espèces de ce genre, mais ce nom est utilisé ailleurs pour désigner d'autres arbres. En créole du XIXe, Mahot gris désigne les espèces du genre Eschweilera et Mahot noir l'espèce Eschweilera coriacea, mais le terme mahot peut désigner aussi des arbres différents.

## Utilisation
Le bois de ces arbres est appelé en français maho[t], ou manbarklak pour l'espèce Eschweilera coriacea. Manbarklak est l'appellation commerciale donnée par les hispanophones ou les anglophones pour d'autres arbres de ce genre, ou des espèces proches.